# Manandonite
La manandonite è un minerale.